# Pseudocalotes guttalineatus
Pseudocalotes guttalineatus — вид ігуаноподібних ящірок родини агамових (Agamidae). Ендемік Індонезії.

## Поширення і екологія
Pseudocalotes guttalineatus відомі з двох місцевостей, розташованих в горах Барісан на південному заході Суматри. Вони живуть у вологих гірських тропічних лісах. Зустрічаються на висоті від 1341 до 1625 м над рівнем моря.